# Austin

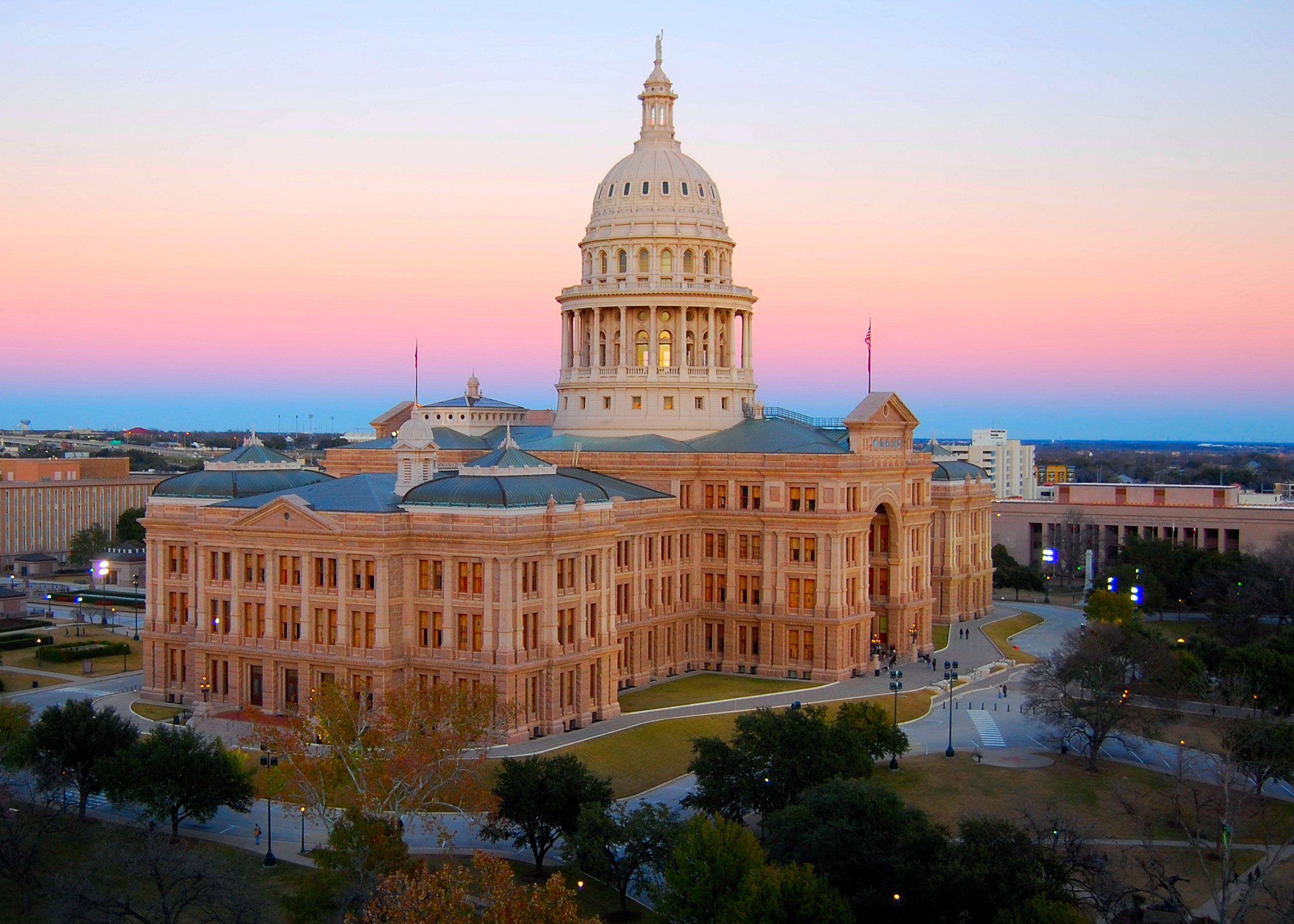
Texas State Capitol, säte för Texas legislatur.

Austin är huvudstad i delstaten Texas i USA, med en yta av 828,64 km² och 978 908 invånare vid folkräkningen 2019. Austin är Texas 4:e största stad. Austin är berömt för sin mångsidiga musikscen. I staden finns också Texas största, och USA:s femte största universitet med fler än 16 000 anställda och 50 000 studenter, University of Texas at Austin. Austins slogan är "Keep Austin Weird".

## Historia
Området där Austin ligger befolkades på 1830-talet och man döpte först staden till Waterloo. 1839 döptes staden om till Austin efter Stephen F. Austin.

## Geografi
Austin ligger i centrala Texas. Coloradofloden rinner genom Austin och som går igenom tre skapade sjöar.

## Klimat
Austin kännetecknas av varma somrar och milda vintrar. Medeltemperaturen i juli-augusti brukar ligga på 34-36 °C. Högsta temperaturen som uppmätts är 44 °C (112 °F) den 5 september 2000. Den lägsta är −19 °C (−2 °F) den 31 januari 1949.
|                                            | Jan | Feb | Mar | Apr | Maj | Jun | Jul | Aug | Sep | Okt | Nov | Dec |
| ------------------------------------------ | --- | --- | --- | --- | --- | --- | --- | --- | --- | --- | --- | --- |
| Normaldygnets maximitemperaturs medelvärde | 17  | 19  | 23  | 27  | 30  | 34  | 36  | 37  | 33  | 28  | 22  | 18  |
| Normaldygnets minimitemperaturs medelvärde | 5   | 8   | 11  | 15  | 19  | 23  | 24  | 24  | 21  | 16  | 10  | 6   |
|                                            |     |     |     |     |     |     |     |     |     |     |     |     |
| Nederbörd                                  | 67  | 48  | 73  | 61  | 128 | 93  | 50  | 70  | 88  | 99  | 74  | 69  |

| Diagram | temperaturer i °C • månadsnederbörd i mm • Källa: National Oceanic and Atmospheric Administration | temperaturer i °C • månadsnederbörd i mm • Källa: National Oceanic and Atmospheric Administration | temperaturer i °C • månadsnederbörd i mm • Källa: National Oceanic and Atmospheric Administration | temperaturer i °C • månadsnederbörd i mm • Källa: National Oceanic and Atmospheric Administration | temperaturer i °C • månadsnederbörd i mm • Källa: National Oceanic and Atmospheric Administration | temperaturer i °C • månadsnederbörd i mm • Källa: National Oceanic and Atmospheric Administration | temperaturer i °C • månadsnederbörd i mm • Källa: National Oceanic and Atmospheric Administration | temperaturer i °C • månadsnederbörd i mm • Källa: National Oceanic and Atmospheric Administration | temperaturer i °C • månadsnederbörd i mm • Källa: National Oceanic and Atmospheric Administration | temperaturer i °C • månadsnederbörd i mm • Källa: National Oceanic and Atmospheric Administration | temperaturer i °C • månadsnederbörd i mm • Källa: National Oceanic and Atmospheric Administration | temperaturer i °C • månadsnederbörd i mm • Källa: National Oceanic and Atmospheric Administration |
|         | 67 17 5                                                                                           | 48 19 8                                                                                           | 73 23 11                                                                                          | 61 27 15                                                                                          | 128 30 19                                                                                         | 93 34 23                                                                                          | 50 36 24                                                                                          | 70 37 24                                                                                          | 88 33 21                                                                                          | 99 28 16                                                                                          | 74 22 10                                                                                          | 69 18 6                                                                                           |

## Ekonomi
Austin har en hög andel högteknologiska företag och har även profilerat sig som "Silicon Hills" jämför med Silicon Valley i Kalifornien. Bland företag med rötterna i Austin finns Dell, National Instruments, Freescale Semiconductor. Det finns en stor telekommunikationsindustri i Austin med företag som Qualcomm, Ericsson, STMicroelectronics, AT&T med flera.

## Kultur och samhällsliv
Austin har ett starkt kulturellt utbud och varje hålls South By Southwest (SXSW) som är en gigantisk festival som är en film, interaktiv media och musik-festival. Varje år spelar ungefär 2000 artister på 90 olika ställen i staden under SXSW. De tre olika arrangeras enskilt med olika start och slutdatum. Även andra musikfestivaler som Austin City Limits Music Festival, Fun Fun Fun Fest och Chaos in Tejas arrangeras varje år.

### Sport och sportanläggningar
Austin är den största staden i USA som inte har något lag i de stora ligorna NFL, NHL, NBA och MLB. Dock så anses University of Texas college-lag vara några av de bästa i landet. Fotbollsklubben Austin FC spelar i MLS.

## Sevärdheter
- Fladdermuskolonin under Congress Avenue Bridge
- Nattlivet på 6th Street

## Personligheter
- Tobe Hooper, skräckfilmsregissör
- Eric Johnson, musiker
- Lyndon B. Johnson, USA:s 36:e president
- George W. Bush, USA:s 43:e president
- Lance Armstrong, professionell cyklist
- Andy Roddick, professionell tennisspelare
- Sandra Bullock, skådespelare
- Benjamin McKenzie, skådespelare
- Amber Heard, skådespelare & modell
- Stevie Ray Vaughan, musiker
- Roky Erickson, musiker
- Bryan Clay, tiokampare, OS-guld 2008

## Internationella relationer
Staden huserar för närvarande (2021) två beskickningar: Republiken Irlands Generalkonsulatet och Mexicos Generalkonsulatet.

### Vänorter
Austin har tretton vänorter:
- Adelaide, Australien
- Angers, Frankrike
- Antalya, Turkiet
- Gwangmyeong, Sydkorea
- Koblenz, Tyskland
- London Borough of Hackney, Storbritannien
- Lima, Peru
- Maseru, Lesotho
- Ōita, Japan
- Old Orlu, Nigeria
- Saltillo, Mexiko
- Taichung, Taiwan
- Xishuangbanna, Kina

Austin har även relationer med:
- Siem Reap, Kambodja
- Tehuacán, Mexiko
- Villefranche-sur-Mer, Frankrike